# Sarit Thanarat
Sarit Thanarat (in thai สฤษดิ์ ธนะรัชต์; Bangkok, 16 giugno 1908 – Bangkok, 8 dicembre 1963) è stato un politico e generale thailandese.
Organizzò il colpo di Stato del 1957 che costrinse all'esilio il dittatore Plaek Phibunsongkhram. L'anno successivo divenne dittatore e primo ministro della Thailandia rimanendo in carica fino alla morte, avvenuta nel 1963.
Il suo regime anticomunista fu caratterizzato da una dura repressione delle opposizioni e dalla definitiva intromissione degli Stati Uniti nella politica thailandese. Legittimò la propria egemonia restituendo alla monarchia Chakri una posizione di primo piano che non aveva più avuto da quando era stata messa in disparte dalla cosiddetta rivoluzione siamese del 1932, quando re Rama VII aveva concesso la monarchia costituzionale ed aveva di fatto consegnato il potere ai militari. Grazie ai finanziamenti statunitensi, Sarit contribuì in modo determinante alla crescita economica del Paese negli anni sessanta.

## Biografia

### Carriera militare
Sarit Thanarat fu educato nella scuola di un monastero ed entrò nella Regia accademia militare Chulachomklao nel 1919, dove terminò gli studi nel 1928. Entrato nell'esercito come sottotenente, passò buona parte del servizio militare lungo le frontiere orientali, distinguendosi come traduttore dalla lingua khmer. Durante la seconda guerra mondiale fu al comando di un battaglione di fanteria e prese parte alla campagna della Birmania, nella quale i thai furono di supporto alle armate giapponesi. Durante il conflitto fu promosso prima colonnello e quindi comandante dell'esercito per la Provincia di Lampang, come riconoscimento per atti di eroismo. In seguito fu promosso generale nel 1952 e due anni dopo fu nominato Chom Phon, la più alta carica nelle forze armate thai, equivalente a quella di feldmaresciallo.

### Carriera politica

#### Premesse
Con l'inizio della guerra fredda nel dopoguerra, gli Stati Uniti avevano scelto la Thailandia come baluardo anticomunista nel Sudest asiatico ed avevano aiutato Phibunsongkram a riprendere il potere che aveva avuto durante il conflitto. Sarit aveva dimostrato il proprio valore e lealtà a Phibunsongkram, che ne favorì la carriera. Nel 1947, Sarit ebbe un ruolo fondamentale durante il colpo di Stato che rovesciò il governo democratico di Thawal Thamrong Navaswadhi e che restituì il potere a Phibunsongkram. Ebbe così fine la breve parentesi democratica legata al progressista Pridi Banomyong, conosciuto come il padre della democrazia in Thailandia, che aveva segretamente combattuto gli alleati ed invasori giapponesi ponendosi a capo dei partigiani del movimento Seri Thai.
Il golpe del 1947 coincise con un maggiore coinvolgimento di Sarit nella politica. Con il nuovo colpo di Stato del 1951, che abolì i partiti politici, fu nominato viceministro della difesa. In questo periodo cominciò a venir meno il potere di Phibunsongkram, che in breve si vide affiancare ai vertici del governo da Sarit, nuovo uomo forte dell'esercito, e da Phao Siyanon, capo della polizia e genero del potente generale Phin Choonhavan, che formarono un triumvirato de facto. Phibunsongkram cercò di rafforzarsi avvicinandosi ulteriormente agli Stati Uniti, affiancandoli nella guerra di Corea, e garantendo un maggior impegno nella lotta al comunismo, ottenendo un sensibile aumento degli aiuti e investimenti americani in Thailandia. Sarit si concentrò nell'arricchirsi e nell'allargare la sua cerchia di alleanze nell'esercito. Buona parte dei suoi introiti gli derivò dalla posizione di responsabile della lotteria nazionale. Nel 1952 era ormai diventato il più potente dei vertici militari ed ebbe i meriti per il decreto in cui si ufficializzava l'ammodernamento delle forze armate con le nuove tecnologie militari statunitensi. Phao a sua volta si arricchì, anche con traffici illeciti, e mise in atto una violentissima campagna di polizia tesa ad eliminare ogni opposizione.
Nel tentativo di bilanciare l'eccessivo potere di Phao e Sarit, nel 1955 Phibunsongkram mise in atto una svolta democratica della propria politica che portò alle elezioni del febbraio 1957, in cui il partito di governo si impose largamente. Accusato di aver manipolato le elezioni, Phibunsongkram dichiarò lo stato di emergenza e nominò Sarit comandante in capo delle forze armate. Il ritorno alla repressione dopo la breve parentesi democratica dimostrò l'instabilità del primo ministro. Sarit prese le distanze dai brogli elettorali e sfruttò il malcontento del popolo schierandosi dalla sua parte. La situazione precipitò e il 16 settembre 1957 Sarit fu in grado di mettere in atto un colpo di Stato che costrinse alla fuga all'estero Phibunsongkram e Phao e gli consegnò il controllo del Paese.
Nel periodo di apertura alla democrazia tra il 1955 e il 1957, Phibunsongkram e Phao avevano intavolato un dialogo con la Cina di Mao Zedong e il fatto era stato visto come un grave pericolo dagli statunitensi, che appoggiarono quindi la presa del potere da parte di Sarit. Afflitto da gravi problemi di salute, Thanarat si recò negli Stati Uniti per curarsi e rinunciò alla carica di primo ministro, che fu affidata al suo vice Thanom Kittikachorn.

#### Primo ministro
L'egemonia di Thanarat vide un ulteriore avvicinamento del Paese agli Stati Uniti ed il ritorno della monarchia Chakri a una posizione di potere, il re Bhumibol Adulyadej Rama IX e l'intera casa reale conseguirono notevoli vantaggi, recuperando gran parte dei privilegi perduti nel 1932, quando re Rama VII aveva dovuto concedere la monarchia costituzionale a seguito del colpo di Stato noto come rivoluzione siamese del 1932. Dopo essersi fatto nominare primo ministro con il nuovo golpe del 1958, Thanarat promosse lo sviluppo economico del Paese in accordo con gli statunitensi e la sua dittatura esercitò sulle opposizioni una repressione senza precedenti.
In questo periodo lo sviluppo economico fu accompagnato da ingenti investimenti dall'estero e, tra i vari fenomeni che si registrarono, vi furono un enorme incremento demografico ed urbanesimo (in particolare furono molti i thai che si trasferirono a Bangkok), nonché un notevole aumento della prostituzione e del consumo di stupefacenti. Si venne a creare una consistente classe media ed ebbe grande sviluppo l'istruzione pubblica, con la formazione di una generazione di studenti aperti e informati sulla politica e sull'economia.
Con lo scoppio della guerra del Vietnam, Thanarat fornì supporto militare e logistico agli americani, ai quali concesse l'uso delle basi aeree del nord-est per i bombardamenti del Vietnam. Alla sua morte, avvenuta nel 1963, l'importanza di Sarit per la monarchia fu testimoniata da re Rama IX, che ordinò 21 giorni di lutto al Grande palazzo reale. Il corpo di Sarit fu custodito per 100 giorni sotto la protezione del sovrano, che assieme alla regina Sirikit prese parte alla cerimonia di cremazione, tenutasi il 17 marzo 1964.

### Dopo la morte
Dopo la morte emersero una serie di scandali che misero in evidenza quanto fosse corrotto e gli enormi capitali che aveva accumulato impunemente. I traguardi raggiunti dalla sua politica economica lo avevano però reso popolare e al suo posto prese il potere il suo vice, il generale Thanom Kittikachorn, che ne continuò la politica filo-americana e anti-comunista.
La durezza della repressione e la grave corruzione che caratterizzarono il governo di Kittikachorn alimentarono il malcontento nel popolo e le rivolte del 1973 posero fine a questa fase di dittatura. Si aprì un nuovo breve periodo di democrazia che ebbe termine tre anni dopo con il massacro dell'Università Thammasat. La strage di studenti e operai fu accompagnata da un nuovo colpo di Stato, con il quale i militari ripresero il controllo del Paese.